# Circonscription de Groom
La circonscription de Groom est une circonscription électorale fédérale australienne située à l'ouest de Brisbane au Queensland et qui comprend les villes de Toowoomba, Oakey et Pittsworth.
Elle a été créée en 1984 et elle tient son nom de Sir Littleton Groom qui fut ministre fédéral et président de la Chambre des Représentants. 
Elle est un siège assuré pour le Parti libéral.

## Les députés de la circonscription
| Nom            | Parti            | Période de mandat |
| -------------- | ---------------- | ----------------- |
| Tom McVeigh    | National         | 1984-1988         |
| Bill Taylor    | Libéral          | 1988–1998         |
| Ian Macfarlane | Libéral          | 1998-2010         |
| Ian Macfarlane | Libéral national | 2010-2016         |
| John McVeigh   | Libéral national | 2016-2020         |
| Garth Hamilton | Libéral national | 2020-en cours     |

## Résultats des élections
| Parti                                        | Parti                        | Candidat                     | Voix    | %     | ±      |
| -------------------------------------------- | ---------------------------- | ---------------------------- | ------- | ----- | ------ |
|                                              | Libéral national             | Garth Hamilton (en)          | 41 971  | 43,72 | −9,62  |
|                                              | Travailliste                 | Gen Allpass                  | 17 985  | 18,73 | +0,07  |
|                                              | Une nation                   | Grant Abraham                | 9 181   | 9,56  | −3,53  |
|                                              | Indépendant                  | Suzie Holt                   | 7 932   | 8,26  | +8,26  |
|                                              | Indépendant                  | Kirstie Smolenski            | 6 858   | 7,14  | +7,14  |
|                                              | Verts                        | Mickey Berry                 | 5 616   | 5,85  | −2,11  |
|                                              | UAP                          | Melissa Bannister            | 4 922   | 5,13  | +1,17  |
|                                              | Fédération                   | Ryan Otto                    | 1 539   | 1,60  | +1,60  |
| Total des suffrages exprimés                 | Total des suffrages exprimés | Total des suffrages exprimés | 96 004  | 95,28 | −1,52  |
| Votes nuls                                   | Votes nuls                   | Votes nuls                   | 4 758   | 4,72  | +1,52  |
| Participation                                | Participation                | Participation                | 100 762 | 90,88 | −2,17  |
| Résultat de préférence bipartite (notionnel) |                              |                              |         |       |        |
|                                              | Libéral national             | Garth Hamilton (en)          | 61 610  | 64,17 | −6,31  |
|                                              | Travailliste                 | Gen Allpass                  | 34 394  | 35,83 | +6,31  |
| Résultat de préférence bicandidat            |                              |                              |         |       |        |
|                                              | Libéral national             | Garth Hamilton (en)          | 54 612  | 56,89 | −13,60 |
|                                              | Indépendant                  | Suzie Holt                   | 41 392  | 43,11 | +43,11 |
|                                              | Libéral national retenir     |                              |         |       |        |